# Amarillo Wranglers (1968–1971)
Amarillo Wranglers var ett amerikanskt professionellt ishockeylag som spelade i Central Hockey League (CHL) för säsongerna 1968-1969 och 1970-1971. Laget spelade sina hemmamatcher i inomhusarenan Cal Farley Coliseum som är en del av konferensanläggningen Amarillo Civic Center i Amarillo i Texas.
Laget var samarbetspartner till Pittsburgh Penguins i den nordamerikanska proffsligan National Hockey League (NHL) för samtliga säsonger de var verksamma. De spelare som lyckades spela i NHL var bland annat Paul Andrea, Doug Barrie, Robin Burns, Sheldon Kannegiesser, Yvon Labre, Dick Mattiussi och John Stewart.